# Amira Aleya Sghaier
 (mars 2017).
Amira Aleya Sghaier (arabe : عميرة علية الصغير), né le 7 février 1954 à Oum Somaâ dans le gouvernorat de Kébili, est un historien et universitaire tunisien.

## Biographie
Après des études primaires suivies dans son village natal puis des études secondaires suivies à Kébili et Gabès, il obtient son baccalauréat en lettres en juin 1974. Par la suite, il suit des études supérieures à la faculté des sciences sociales de l'université de Grenoble, y obtient une maîtrise d'histoire en juin 1981 et un DEA en histoire et civilisation en septembre 1982. De 1982 à 1996, il travaille comme professeur de l'enseignement secondaire.
De retour en Tunisie, il s'inscrit à la faculté des sciences humaines et sociales de Tunis et y soutient une thèse de doctorat en 1993 avec pour thème La droite française en Tunisie (1934-1946). En 1996, il est recruté comme enseignant–chercheur de l'enseignement supérieur, tout d'abord comme assistant à l'Institut supérieur d'histoire du mouvement national (ISHMN) puis comme maître–assistant et enfin maître de conférences dès 2005. Cette même année, il obtient un diplôme d'habilitation en histoire. En 2010, il accède au grade de professeur d'enseignement supérieur.
Entre 2000 et 2007, il est rédacteur en chef de la revue de l'ISHMN Rawafed puis membre de son comité de rédaction et de lecture. Il est également directeur de l'unité « études et recherches historiques » et membre du conseil scientifique de l'ISHMN.

## Publications
Outre des dizaines d'articles parus en Tunisie et à l'étranger, il a publié les ouvrages suivants :
- (ar) La résistance armée en Tunisie de 1881 à 1939 par les textes (en collaboration avec Adnen Manser), éd. Institut supérieur d'histoire du mouvement national, Tunis, 1997
- (ar) La résistance armée en Tunisie de 1939 à 1956 par les textes (en collaboration avec Adnen Manser), éd. Institut supérieur d'histoire du mouvement national, Tunis, 2004
- (fr) La droite française en Tunisie entre 1934 et 1946, éd. Institut supérieur d'histoire du mouvement national, Tunis, 2004
- (ar) La résistance populaire en Tunisie dans les années cinquante, éd. IRA, Sfax, 2004
- (ar) Les yousséfistes et la libération du Maghreb, éd. MIPE, Tunis, 2007
- (ar) Histoire du mouvement national tunisien. Précis (en collaboration), éd. Institut supérieur d'histoire du mouvement national, Tunis, 2008
- (ar) De la libération sociale et nationale. Études en histoire de la Tunisie contemporaine, éd. MIPE, Tunis, 2010
- (ar) Bourguiba 1er. Le despote, éd. MIPE, Tunis, 2011
- (ar) La révolution en Tunisie par les documents, Tunis, 2012[réf. incomplète]
- (ar) La révolution aux yeux d'un historien, Tunis, 2013[réf. incomplète]
- (ar) Les procès politiques en Tunisie (1956-2011), Tunis, 2015[réf. incomplète] (direction et collaboration)
- (ar) Le terrorisme : pères et fils, étude des fondamentaux du terrorisme et sa réalité en Tunisie, Tunis, 2016[réf. incomplète]